# Ringer-Europameisterschaften 1991
Die Ringer-Europameisterschaften 1991 fanden Ende April im griechisch-römischen Stil in Aschaffenburg und Anfang Mai im freien Stil in Stuttgart statt.

## Griechisch-römisch, Männer

### Ergebnisse

#### Kategorie bis 48 kg
| Platz | Land         | Sportler            |
| ----- | ------------ | ------------------- |
| 1     | Ungarn       | József Faragó       |
| 2     | Sowjetunion  | Sergei Suworow      |
| 3     | Bulgarien    | Nuran Pelikijan     |
| 4     | Rumänien     | Valentin Dascalescu |
| 5     | Italien      | Sergio Armenise     |
| 6     | Türkei       | Elmas Ömer          |
| 7     | Polen        | Mirosław Romanowski |
| 8     | Schweiz      | Pius Schärli        |
| 9     | Jugoslawien  | Dori Besu           |
| 10    | Griechenland | Thomas Saltagiannis |

Titelverteidiger: Sergei Suworow, Sowjetunion

#### Kategorie bis 52 kg
| Platz | Land        | Sportler             |
| ----- | ----------- | -------------------- |
| 1     | Bulgarien   | Bratan Zenow         |
| 2     | Polen       | Dariusz Paiskowski   |
| 3     | Sowjetunion | Alfred Ter-Mkrtchyan |
| 4     | Jugoslawien | Željko Popović       |
| 5     | Deutschland | Rosario Schmitt      |
| 6     | Finnland    | Ismo Kamesaki        |
| 7     | Niederlande | Marchel Verweij      |
| 8     | Ungarn      | Csaba Vadász         |
| 9     | Dänemark    | Per Nielsen          |
| 10    | Frankreich  | Serge Robert         |

Titelverteidiger: Jon Rønningen, Norwegen

#### Kategorie bis 57 kg
| Platz | Land        | Sportler                 |
| ----- | ----------- | ------------------------ |
| 1     | Sowjetunion | Alexander Ignatenko      |
| 2     | Rumänien    | Marian Sandu             |
| 3     | Deutschland | Rıfat Yıldız             |
| 4     | Jugoslawien | Zoran Galović            |
| 5     | Ungarn      | András Sike              |
| 6     | Bulgarien   | Emil Iwanow              |
| 7     | Frankreich  | Patrice Mourier          |
| 8     | Portugal    | David Maia Braga Dacosta |
| 9     | Italien     | Antonio Molino           |
| 10    | Türkei      | Karaali Erdoğan          |

Titelverteidiger: Patrice Mourier, Frankreich

#### Kategorie bis 62 kg
| Platz | Land        | Sportler             |
| ----- | ----------- | -------------------- |
| 1     | Polen       | Włodzimierz Zawadzki |
| 2     | Deutschland | Mario Büttner        |
| 3     | Sowjetunion | Gennadi Atmakin      |
| 4     | Italien     | Denni Urbinati       |
| 5     | Rumänien    | Petru Onciu          |
| 6     | Niederlande | Tofik Elfallah       |
| 7     | Schweden    | Niklas Hentunen      |
| 8     | Jugoslawien | Bela Revko           |
| 9     | Türkei      | Akif Pirim           |
| 10    | Spanien     | Luis Martínez        |

Titelverteidiger: Gennadi Atmakin, Sowjetunion

#### Kategorie bis 68 kg
| Platz | Land        | Sportler            |
| ----- | ----------- | ------------------- |
| 1     | Sowjetunion | Kamandar Madschydau |
| 2     | Schweden    | Marthin Kornbakk    |
| 3     | Ungarn      | Attila Repka        |
| 4     | Spanien     | Pedro Villuela      |
| 5     | Deutschland | Jannis Zamanduridis |
| 6     | Dänemark    | John Vestergaard    |
| 7     | Finnland    | Sakari Kaakkolahti  |
| 8     | Norwegen    | Terje Nord          |
| 9     | Rumänien    | Petrică Cărare      |
| 10    | Bulgarien   | Wassil Atanassow    |

Titelverteidiger: Islam Dugutschijew, Sowjetunion

#### Kategorie bis 74 kg
| Platz | Land        | Sportler             |
| ----- | ----------- | -------------------- |
| 1     | Sowjetunion | Mnazakan Iskandarjan |
| 2     | Finnland    | Tuomo Karila         |
| 3     | Schweden    | Torbjörn Kornbakk    |
| 4     | Ungarn      | János Takács         |
| 5     | Frankreich  | Yvon Riemer          |
| 6     | Österreich  | Anton Marchl         |
| 7     | Jugoslawien | Željko Trajković     |
| 8     | Rumänien    | Mircae Constantin    |
| 9     | Norwegen    | Morten Sætre         |
| 10    | Portugal    | Paulo Martins        |

Titelverteidiger: Torbjörn Kornbakk, Schweden

#### Kategorie bis 82 kg
| Platz | Land             | Sportler             |
| ----- | ---------------- | -------------------- |
| 1     | Ungarn           | Péter Farkas         |
| 2     | Tschechoslowakei | Pavel Frinta         |
| 3     | Deutschland      | Thomas Zander        |
| 4     | Türkei           | Erol Koyuncu         |
| 5     | Schweden         | Örjan Jansson        |
| 6     | Jugoslawien      | Goran Kasum          |
| 7     | Griechenland     | Leonidas Pappas      |
| 8     | Belgien          | Jean-Pierre Wafflard |
| 9     | Polen            | Piotr Stępień        |
| 10    | Norwegen         | Stig Kleven          |

Titelverteidiger: Thomas Zander, damalige Bundesrepublik Deutschland

#### Kategorie bis 90 kg
| Platz | Land             | Sportler                |
| ----- | ---------------- | ----------------------- |
| 1     | Sowjetunion      | Pawel Potapow           |
| 2     | Bulgarien        | Iwajlo Jordanow         |
| 3     | Ungarn           | Tibor Komáromi          |
| 4     | Deutschland      | Maik Bullmann           |
| 5     | Jugoslawien      | Pajo Ivošević           |
| 6     | Schweden         | Mikael Ljungberg        |
| 7     | Griechenland     | Iordanis Konstantinidis |
| 8     | Polen            | Marek Kraszewski        |
| 9     | Frankreich       | Henri Meiss             |
| 10    | Tschechoslowakei | Petr Stehel             |

Titelverteidiger: Pawel Potapow, Sowjetunion

#### Kategorie bis 100 kg
| Platz | Land             | Sportler                   |
| ----- | ---------------- | -------------------------- |
| 1     | Sowjetunion      | Sjarhej Dsjamjaschkewitsch |
| 2     | Deutschland      | Andreas Steinbach          |
| 3     | Ungarn           | Sándor Major               |
| 4     | Türkei           | Celal Inceler              |
| 5     | Bulgarien        | Julijan Wassilew           |
| 6     | Griechenland     | Dimitros Tsekeridis        |
| 7     | Tschechoslowakei | Dušan Masár                |

Titelverteidiger: Anatol Fedarenka, Sowjetunion

#### Kategorie bis 130 kg
| Platz | Land         | Sportler             |
| ----- | ------------ | -------------------- |
| 1     | Sowjetunion  | Alexander Karelin    |
| 2     | Schweden     | Tomas Johansson      |
| 3     | Ungarn       | György Kékes         |
| 4     | Griechenland | Panagiotis Pikilidis |
| 5     | Deutschland  | Raymund Edfelder     |
| 6     | Österreich   | Alexander Neumüller  |
| 7     | Jugoslawien  | Milan Radaković      |
| 8     | Polen        | Jerzy Gryc           |
| 9     | Italien      | Gianluca Vassura     |
| 10    | Dänemark     | Henrik Thomsen       |

Titelverteidiger: Alexander Karelin, Sowjetunion

### Medaillenspiegel
| Rang | Land             | Gold | Silber | Bronze |
| ---- | ---------------- | ---- | ------ | ------ |
| 1    | Sowjetunion      | 6    | 1      | 2      |
| 2    | Ungarn           | 2    | 0      | 4      |
| 3    | Bulgarien        | 1    | 1      | 1      |
| 4    | Polen            | 1    | 1      | 0      |
| 5    | Deutschland      | 0    | 2      | 2      |
| 6    | Schweden         | 0    | 2      | 1      |
| 7    | Rumänien         | 0    | 1      | 0      |
|      | Finnland         | 0    | 1      | 0      |
|      | Tschechoslowakei | 0    | 1      | 0      |

## Freistil, Männer

### Ergebnisse

#### Kategorie bis 48 kg
| Platz | Land        | Sportler            |
| ----- | ----------- | ------------------- |
| 1     | Deutschland | Reiner Heugabel     |
| 2     | Polen       | Stanisław Szostecki |
| 3     | Sowjetunion | Wugar Orudschow     |
| 4     | Bulgarien   | Alexei Deanow       |
| 5     | Türkei      | İlyas Şükrüoğlu     |
| 6     | Ungarn      | László Óváry        |
| 7     | Rumänien    | Romică Rașovan      |
| 8     | Spanien     | Francisco Sánchez   |
| 9     | Jugoslawien | Vladko Sokolov      |

Titelverteidiger: Romică Rașovan, Rumänien

#### Kategorie bis 52 kg
| Platz | Land        | Sportler                |
| ----- | ----------- | ----------------------- |
| 1     | Sowjetunion | Wladimir Togusow        |
| 2     | Deutschland | Stanislaw Kaczmarek     |
| 3     | Frankreich  | Thierry Bourdin         |
| 4     | Bulgarien   | Iwan Zonow              |
| 5     | Rumänien    | Constantin Corduneanu   |
| 6     | Ungarn      | László Bíró             |
| 7     | Polen       | Stanisław Dziopak       |
| 8     | Türkei      | Fikret Mutlu            |
| 9     | Spanien     | Laureano Atanes Venegas |
| 10    | Jugoslawien | Toni Ancev              |

Titelverteidiger: Šaban Trstena, Jugoslawien

#### Kategorie bis 57 kg
| Platz | Land         | Sportler            |
| ----- | ------------ | ------------------- |
| 1     | Sowjetunion  | Bagautdin Umachanow |
| 2     | Türkei       | Remzi Musaoğlu      |
| 3     | Jugoslawien  | Zoran Šorov         |
| 4     | Deutschland  | Jürgen Scheibe      |
| 5     | Bulgarien    | Alben Kumbarow      |
| 6     | Griechenland | Kostas Dragatsikis  |
| 7     | Rumänien     | Radu Ana            |
| 8     | Ungarn       | Béla Nagy           |
| 9     | Polen        | Dariusz Grzywiński  |
| 10    | Finnland     | Vesa Mäki-Turja     |

Titelverteidiger: Rumen Pawlow, Bulgarien

#### Kategorie bis 62 kg
| Platz | Land        | Sportler             |
| ----- | ----------- | -------------------- |
| 1     | Türkei      | Metin Kaplan         |
| 2     | Sowjetunion | Gadschi Raschidow    |
| 3     | Deutschland | Ralf Lyding          |
| 4     | Italien     | Giovanni Schillaci   |
| 5     | Bulgarien   | Rossen Wassilew      |
| 6     | Ungarn      | László Schmidtgunszt |
| 7     | Schweiz     | Martin Müller        |
| 8     | Spanien     | Vicente Caceres      |
| 9     | Frankreich  | Alain Berger         |
| 10    | Jugoslawien | Besim Jašari         |

Titelverteidiger: Ralf Lyding, damalige Bundesrepublik Deutschland

#### Kategorie bis 68 kg
| Platz | Land         | Sportler              |
| ----- | ------------ | --------------------- |
| 1     | Deutschland  | Georg Schwabenland    |
| 2     | Israel       | Maxim Geller          |
| 3     | Frankreich   | Gerard Santoro        |
| 4     | Türkei       | Behçet Selimoğlu      |
| 5     | Griechenland | Georgios Athanasiadis |
| 6     | Ungarn       | Attila Podolszki      |
| 7     | Schweiz      | Ludwig Küng           |
| 8     | Polen        | Dariusz Czarnecki     |
| 9     | Jugoslawien  | Trajče Dimkov         |
| 10    | Schweden     | Per Johansson         |

Titelverteidiger: Fevzi Şeker, Türkei

#### Kategorie bis 74 kg
| Platz | Land         | Sportler           |
| ----- | ------------ | ------------------ |
| 1     | Deutschland  | Alexander Leipold  |
| 2     | Sowjetunion  | Nasir Gadžihanov   |
| 3     | Türkei       | Selahattin Yiğit   |
| 4     | Bulgarien    | Rahmat Sukra       |
| 5     | Ungarn       | János Nagy         |
| 6     | Griechenland | Ioakim Vassiliadis |
| 7     | Österreich   | Georg Neumaier     |
| 8     | Jugoslawien  | Agim Ejupi         |
| 9     | Rumänien     | Claudiu Tămăduianu |
| 10    | Schweiz      | Lorenz Küng        |

Titelverteidiger: Nasir Gadžihanov, Sowjetunion

#### Kategorie bis 82 kg
| Platz | Land             | Sportler           |
| ----- | ---------------- | ------------------ |
| 1     | Sowjetunion      | Elmadi Schabrailow |
| 2     | Deutschland      | Hans Gstöttner     |
| 3     | Türkei           | Sebahattin Öztürk  |
| 4     | Polen            | Robert Kostecki    |
| 5     | Ungarn           | László Dvorák      |
| 6     | Frankreich       | Alcide Legrand     |
| 7     | Bulgarien        | Wesselin Sabew     |
| 8     | Tschechoslowakei | Martin Gazur       |
| 9     | Finnland         | Pekka Rauhala      |
| 10    | Jugoslawien      | Čedo Nikolovski    |

Titelverteidiger: Hans Gstöttner, damalige Deutsche Demokratische Republik

#### Kategorie bis 90 kg
| Platz | Land             | Sportler             |
| ----- | ---------------- | -------------------- |
| 1     | Sowjetunion      | Macharbek Chadarzew  |
| 2     | Ungarn           | Gábor Tóth           |
| 3     | Türkei           | Efrahim Kamberoğlu   |
| 4     | Griechenland     | Heraklis Deskoulidis |
| 5     | Italien          | Renato Lombardo      |
| 6     | Tschechoslowakei | Jozef Palatinus      |
| 7     | Polen            | Marek Garmulewicz    |
| 8     | Niederlande      | Arno Postma          |
| 9     | Rumänien         | Paul Mare            |
| 10    | Schweiz          | Peter Maag           |

Titelverteidiger: Wagab Kasibekow, Sowjetunion

#### Kategorie bis 100 kg
| Platz | Land                   | Sportler         |
| ----- | ---------------------- | ---------------- |
| 1     | Türkei                 | Ali Kayalı       |
| 2     | Sowjetunion            | Andrei Golowko   |
| 3     | Deutschland            | Heiko Balz       |
| 4     | Polen                  | Andrzej Radomski |
| 5     | Griechenland           | Kostas Avramis   |
| 6     | Ungarn                 | Sándor Kiss      |
| 7     | Tschechoslowakei       | Milan Mazáč      |
| 8     | Bulgarien              | Petjo Makedonow  |
| 9     | Niederlande            | Herman van Tol   |
| 10    | Vereinigtes Königreich | Brian Wallen     |

Titelverteidiger: Arawat Sabejew, Sowjetunion

#### Kategorie bis 130 kg
| Platz | Land             | Sportler         |
| ----- | ---------------- | ---------------- |
| 1     | Deutschland      | Andreas Schröder |
| 2     | Sowjetunion      | Oleg Nanijew     |
| 3     | Türkei           | Mahmut Demir     |
| 4     | Polen            | Tomasz Kupis     |
| 5     | Tschechoslowakei | Miroslav Luberda |
| 6     | Bulgarien        | Kiril Barbutow   |
| 7     | Ungarn           | Zsolt Gombos     |

Titelverteidiger: Andreas Schröder, damalige Deutsche Demokratische Republik

### Medaillenspiegel
| Rang | Land        | Gold | Silber | Bronze |
| ---- | ----------- | ---- | ------ | ------ |
| 1    | Sowjetunion | 4    | 4      | 1      |
| 2    | Deutschland | 4    | 2      | 2      |
| 3    | Türkei      | 2    | 1      | 4      |
| 4    | Polen       | 1    | 0      | 3      |
| 5    | Ungarn      | 0    | 1      | 0      |
|      | Israel      | 0    | 1      | 0      |
| 7    | Frankreich  | 0    | 0      | 2      |
| 8    | Jugoslawien | 0    | 0      | 1      |

## Quelle
- foeldeak.com